# 籠島彰宏
籠島 彰宏（かごしま あきひろ、1988年12月8日 - ）は、日本の政治家。国民民主党所属の参議院議員（1期）。

## 来歴
1988年、母の実家である北海道札幌市で生まれ、生後直ぐに移住して神奈川県横浜市で育つ。
都筑区の池辺白ゆり幼稚園、横浜市立都田西小学校、高輪中学校・高等学校を経て、2011年にバイオテクノロジーを専攻した東京工業大学を卒業し、2013年に魚類生理学を専攻した東京大学大学院を修了。
2013年に農林水産省へ入省した後、2020年に経済協力開発機構に出向してフランスに駐在し、2023年には世界自然保護基金で勤める。
2024年10月、第27回参議院議員通常選挙に国民民主党公認で神奈川県選挙区から立候補することが発表された。2025年7月20日の投開票の結果、731,342票を獲得し2位で初当選を果たした。

## 人物
- 共働き世帯で2児の父[5]。
- 趣味は小説を読む・書くことで、好きな小説は「冷静と情熱のあいだ Rosso」、「半落ち」[5]。
- 中学校時代に部活動で体操競技部に入って以来、大学時代まで続けており、バク転が特技[2][6]。

## 選挙歴
| 当落 | 選挙                     | 執行日         | 年齢 | 選挙区         | 政党       | 得票数     | 得票率 | 定数 | 得票順位 /候補者数 | 政党内比例順位 /政党当選者数 |
| ---- | ------------------------ | -------------- | ---- | -------------- | ---------- | ---------- | ------ | ---- | ------------------ | ---------------------------- |
| 当   | 第27回参議院議員通常選挙 | 2025年07月20日 | 36   | 神奈川県選挙区 | 国民民主党 | 73万1342票 | 16.09% | 4    | 2/16               | /                            |